# Jacques Villeneuve Sr.
Jacques Villeneuve Sr. (Berthierville, Quebec, 4 de noviembre de 1953), también conocido como Jacquo, es un expiloto canadiense de automovilismo. Ganó una carrera en CART y disputó tres Grandes Premios de Fórmula 1, dos en 1981 con Arrows y uno en 1982 con March, pero en ninguno de ellos pudo clasificar. Es hermano de Gilles Villeneuve y tío de Jacques Villeneuve, campeón del mundo en la temporada 1997.
Nació en Berthierville, Quebec, Canadá. Se lo conoce como "el tío Jacques" debido al éxito de su sobrino en la Fórmula 1. En su carrera automovilística participó en diversas competiciones, como la Fórmula Atlantic, la CART, la CanAm, la CART y la Fórmula 1.
Villeneuve comenzó pilotando motonieves, vehículos que ha seguido conduciendo durante su trayectoria profesional. Más adelante pasaría a competiciones de sedanes, ganando un torneo de Honda Civic y gran cantidad de carreras entre 1976 y 1978. En 1979 se inició en la competición open-wheel, primero en la Fórmula Ford y luego en la Fórmula Atlantic, donde consiguió ser novato del año en su primera temporada, y en las dos siguientes, 1980 y 1981, ganar el campeonato. También ganó el Campeonato del Mundo de motonieves en 1980. A finales de 1981 participó en dos carreras de Fórmula 1 con la escudería Arrows: el Gran Premio de Canadá y el Gran Premio de Las Vegas, sin llegar a clasificarse para tomar la salida en ninguna de las dos carreras.
En 1982 volvería a ganar el Campeonato del Mundo de motonieves, en una carrera que fue extremadamente dura debido al intenso frío, haciendo que su equipo tuviera que realizar una puesta a punto adecuada a su vehículo. Consiguió once mil trescientos dólares por su victoria, pero añadiendo bonus y premios adicionales, consiguió un total de cincuenta mil. El resto de la temporada fue muy complicado, debido principalmente a la muerte de su hermano Gilles en mayo. Jacquo pasó la mayor parte de su tiempo en la CanAm, aunque llegó a probar en una ocasión en CART. En 1983 vencería en la Can-Am, además de participar en otro Gran Premio de Fórmula 1 con el equipo RAM Racing, el Gran Premio de Canadá de 1983, donde tampoco pudo clasificarse. Villeneuve siguió con su éxito en motonieves, ganando diversas carreras prestigiosas, y probó una vez en las 24 Horas de Le Mans de 1983.
En 1984 volvió a la CART, obteniendo un decimoquinto lugar en la clasificación general, habiendo logrado una pole position. Al año siguiente se convirtió en el primer canadiense en ganar una carrera de CART, en el circuito de Road America, lo cual le sirvió para lograr el octavo puesto en la clasificación final. En 1986 logró convertirse en la única persona en ganar tres veces el Campeonato del Mundo de Motonieves. Al acabar su temporada en CART, así como su única participación en las 500 millas de Indianápolis, dejó el mundo del motor, aunque ha vuelvo a participar en algunas carreras de CART, Fórmula Atlantic (ganando algunas de esas carreras en las que participó como invitado) y la IMSA.
Villeneuve sigue activo en la actualidad en carreras de motonieves, aunque también ha participado en algunas competiciones de lanchas motoras. El 18 de enero de 2008 sufrió un accidente durante una competición al ser golpeado por un rival, saliendo del hospital cinco días más tarde.
En 2001, Jacques Villeneuve Sr. fue introducido en el Salón de la Fama del Automovilismo Canadiense.

## Resultados

### Fórmula 1
(Clave) (negrita indica pole position) (cursiva indica vuelta rápida)

| Año         | Escudería                 | 1   | 2   | 3   | 4   | 5   | 6   | 7   | 8       | 9   | 10  | 11  | 12  | 13  | 14      | 15      | Pos. | Puntos |
| ----------- | ------------------------- | --- | --- | --- | --- | --- | --- | --- | ------- | --- | --- | --- | --- | --- | ------- | ------- | ---- | ------ |
| 1981        | Arrows Racing Team        | USW | BRA | ARG | SMR | BEL | MON | ESP | FRA     | GBR | GER | AUT | NED | ITA | CAN DNQ | LVS DNQ | NC   | 0      |
| 1983        | RAM Automotive Team March | BRA | USW | FRA | SMR | MON | BEL | USE | CAN DNQ | GBR | GER | AUT | NED | ITA | EUR     | RSA     | NC   | 0      |
| Referencia: |                           |     |     |     |     |     |     |     |         |     |     |     |     |     |         |         |      |        |